# Гільча Друга
Гільча Друга — село в Україні, у Рівненському районі Рівненської області. Населення становить 548 осіб. Наразі входить до складу Здовбицької сільської громади.

## Населення
Згідно з переписом УРСР 1989 року чисельність наявного населення села становила 589 осіб, з яких 270 чоловіків та 319 жінок.
За переписом населення України 2001 року в селі мешкали 552 особи.

### Мова
Розподіл населення за рідною мовою за даними перепису 2001 року:
| Мова       | Кількість | Відсоток |
| ---------- | --------- | -------- |
| українська | 547       | 100%     |

## Відомі люди

### Народились
- Салата Микола Ількович — лицар Бронзового хреста бойової заслуги УПА.